# Discografia degli AKMU
La discografia degli AKMU, duo musicale sudcoreano, è formata da tre album in studio, un album dal vivo, due EP, quattordici singoli e ventuno video musicali.
I brani dell'album di debutto del gruppo Play hanno ottenuto 6,9 milioni di download totali. A gennaio 2018, il duo ha venduto oltre 23 milioni di canzoni digitali solo in Corea del Sud.

## Album

### Album in studio
| Anno                                                                                          | Titolo                                                                                                 | Classifiche | Unità         |
| Anno                                                                                          | Titolo                                                                                                 | KOR         | Unità         |
| --------------------------------------------------------------------------------------------- | --- | ----------- | ------------- |
| 2014                                                                                          | Play - Pubblicato: 7 aprile 2014 - Etichetta: YG Entertainment - Formati: CD, download digitale        | 1           | - KOR: 36 522 |
| 2017                                                                                          | Winter - Pubblicato: 3 gennaio 2017 - Etichetta: YG Entertainment - Formati: CD, download digitale     | 8           | - KOR: 9 910  |
| 2019                                                                                          | Sailing - Pubblicato: 25 settembre 2019 - Etichetta: YG Entertainment - Formati: CD, download digitale | 4           | - KOR: 10 531 |
| "—" indica che l'opera non si è classificata o che non è stata pubblicata in quel territorio. | |             |               |

### Album dal vivo
| Anno | Titolo |
| ---- | --- |
| 2020 | AKMU 'Sailing' Tour Live - Pubblicato: 3 luglio 2020 - Etichetta: YG Entertainment - Formati: download digitale, streaming |

## Extended play
| Anno | Titolo | Classifiche | Unità         |
| Anno | Titolo | KOR         | Unità         |
| ---- | --- | ----------- | ------------- |
| 2016 | Spring - Pubblicato: 4 maggio 2016 - Etichetta: YG Entertainment - Formati: CD, download digitale, streaming        | 7           | - KOR: 11 172 |
| 2021 | Next Episode - Pubblicato: 26 luglio 2021 - Etichetta: YG Entertainment - Formati: CD, download digitale, streaming | 6           | - KOR: 19 822 |

## Singoli
| Anno | Titolo                                               | Classifiche | Unità             | Certificazioni  |
| Anno | Titolo                                               | KOR         | Unità             | Certificazioni  |
| ---- | ---------------------------------------------------- | ----------- | ----------------- | --------------- |
| 2013 | 200%                                                 | 1           | - KOR: 1 861 851+ |                 |
| 2013 | Give Love                                            | 4           | - KOR: 1 302 560+ |                 |
| 2013 | Melted                                               | 5           | - KOR: 772 662+   |                 |
| 2013 | Time and Fallen Leaves                               | 1           | - KOR: 722 351+   |                 |
| 2016 | Re-Bye                                               | 1           | - KOR: 941 779+   |                 |
| 2016 | How People Move                                      | 3           | - KOR: 691 160+   |                 |
| 2017 | Last Goodbye                                         | 2           | - KOR: 2 500 000  |                 |
| 2017 | Reality                                              | 17          | - KOR: 414 163+   |                 |
| 2017 | My Darling                                           | 22          | - KOR: 170 760+   |                 |
| 2019 | How Can I Love the Heartbreak, You're the One I Love | 1           | - KOR: 2 500 000  | - KMCA: Platino |
| 2020 | Happening                                            | 17          |                   |                 |
| 2023 | Love Lee                                             |             |                   |                 |

## Altri brani musicali entrati in classifica
| Anno                           | Titolo | Classifiche | Unità             | Album di provenienza           |
| Anno                           | Titolo | KOR         | Unità             | Album di provenienza           |
| ------------------------------ | ------ | ----------- | ----------------- | ------------------------------ |
| Don't Cross Your Legs          | 2012   | 2           | - KOR: 1 366 925+ | K-pop Star 2: 다리꼬지마       |
| You are Attractive             | 2012   | 1           | - KOR: 1 242 752+ | K-pop Star 2: 매력있어         |
| Is It Ramen?                   | 2013   | 3           | - KOR: 814 844+   | K-pop Star 2 Top 10 Part 1     |
| Crescendo                      | 2013   | 1           | - KOR: 1 272 290+ | K-pop Star 2 Top 6             |
| Love in the Milky Way Cafe     | 2013   | 11          | - KOR: 539 537+   | K-pop Star 2 Top 4             |
| Foreigner's Confession         | 2013   | 4           | - KOR: 914 179+   | K-pop Star 2 Top 3 Part 2      |
| Officially Missing You         | 2013   | 11          | - KOR: 580 075+   | K-pop Star 2 Top 2 Special     |
| Bean Ice Flakes with Rice Cake | 2013   | 4           | - KOR: 758 794+   | Bean Ice Flakes with Rice Cake |
| Artificial Grass               | 2014   | 7           | - KOR: 455 206+   | Play                           |
| On The Subway                  | 2014   | 8           | - KOR: 425 026+   | Play                           |
| Little Star                    | 2014   | 9           | - KOR: 415 665+   | Play                           |
| Don't Hate Me                  | 2014   | 10          | - KOR: 343 658+   | Play                           |
| Galaxy                         | 2014   | 11          | - KOR: 365 405+   | Play                           |
| Anyway                         | 2014   | 12          | - KOR: 353 260+   | Play                           |
| Hair Part                      | 2014   | 13          | - KOR: 322 293+   | Play                           |
| Idea                           | 2014   | 14          | - KOR: 300 110+   | Play                           |
| Haughty Girl                   | 2016   | 6           | - KOR: 399 124+   | Spring                         |
| Green Window                   | 2016   | 8           | - KOR: 318 247+   | Spring                         |
| Every Little Thing             | 2016   | 10          | - KOR: 286 557+   | Spring                         |
| Around                         | 2016   | 11          | - KOR: 278 144+   | Spring                         |
| Will Last Forever              | 2017   | 24          | - KOR: 197 586    | Winter                         |
| Way Back Home                  | 2017   | 25          | - KOR: 171 785    | Winter                         |
| Play Ugly                      | 2017   | 28          | - KOR: 143 068+   | Winter                         |
| Live                           | 2017   | 29          | - KOR: 130 994+   | Winter                         |
| Chocolady                      | 2017   | 35          | - KOR: 129 262+   | Winter                         |
| You Know Me                    | 2017   | 36          | - KOR: 109 259+   | Winter                         |
| Moon                           | 2019   | 17          | N.D.              | Sailing                        |
| Chantey                        | 2019   | 31          | N.D.              | Sailing                        |
| Freedom                        | 2019   | 30          | N.D.              | Sailing                        |
| Fish in the Water              | 2019   | 33          | N.D.              | Sailing                        |
| Endless Night, Good Night      | 2019   | 37          | N.D.              | Sailing                        |
| Should've Loved You More       | 2019   | 49          | N.D.              | Sailing                        |
| Whale                          | 2019   | 53          | N.D.              | Sailing                        |
| Farewell                       | 2019   | 58          | N.D.              | Sailing                        |
| Let's Take Time                | 2019   | 55          | N.D.              | Sailing                        |

## Collaborazioni
| Titolo                      | Anno | Posizione massima | Vendite       | Album di provenienza |
| Titolo                      | Anno | KOR               | Vendite       | Album di provenienza |
| --------------------------- | ---- | ----------------- | ------------- | -------------------- |
| "The Tree" con Yang Hee-eun | 2017 | 62                | - KOR: 28 922 | /                    |

## Colonne sonore

### Singoli brani di colonne sonore
| Titolo        | Anno | Posizione massima | Vendite          | Album di provenienza                    |
| Titolo        | Anno | KOR               | Vendite          | Album di provenienza                    |
| ------------- | ---- | ----------------- | ---------------- | --------------------------------------- |
| "I Love You"  | 2013 | 3                 | - KOR: 1 131 136 | Nae Yeon-ae-ui Modeun-geot OST          |
| "Be With You" | 2016 | 20                | - KOR: 146 815   | Dar-ui yeon-in - Bobogyeongsim ryeo OST |

## Videografia

### Video musicali
- 2013 – I Love You
- 2014 – 200%
- 2014 – Give Love
- 2014 – Melted
- 2016 – Re-Bye
- 2016 – How People Move
- 2017 – Last Goodbye
- 2017 – Play Ugly (Lyric video)
- 2017 – Dinosaur
- 2019 – How Can I Love the Heartbreak, You're the One I Love
- 2019 – Fish in the Water (Lyric video)
- 2020 – Happening
- 2021 – Hey Kid, Close your Eyes
- 2021 – Nakka
- 2021 – Stupid Love Song
- 2021 – Tictoc Tictoc Tictoc
- 2021 – Bench
- 2021 – Next Episode
- 2021 – Everest
- 2023 – Love Lee
- 2023 – Fry's Dream (Lyric video)